# No localitat quàntica

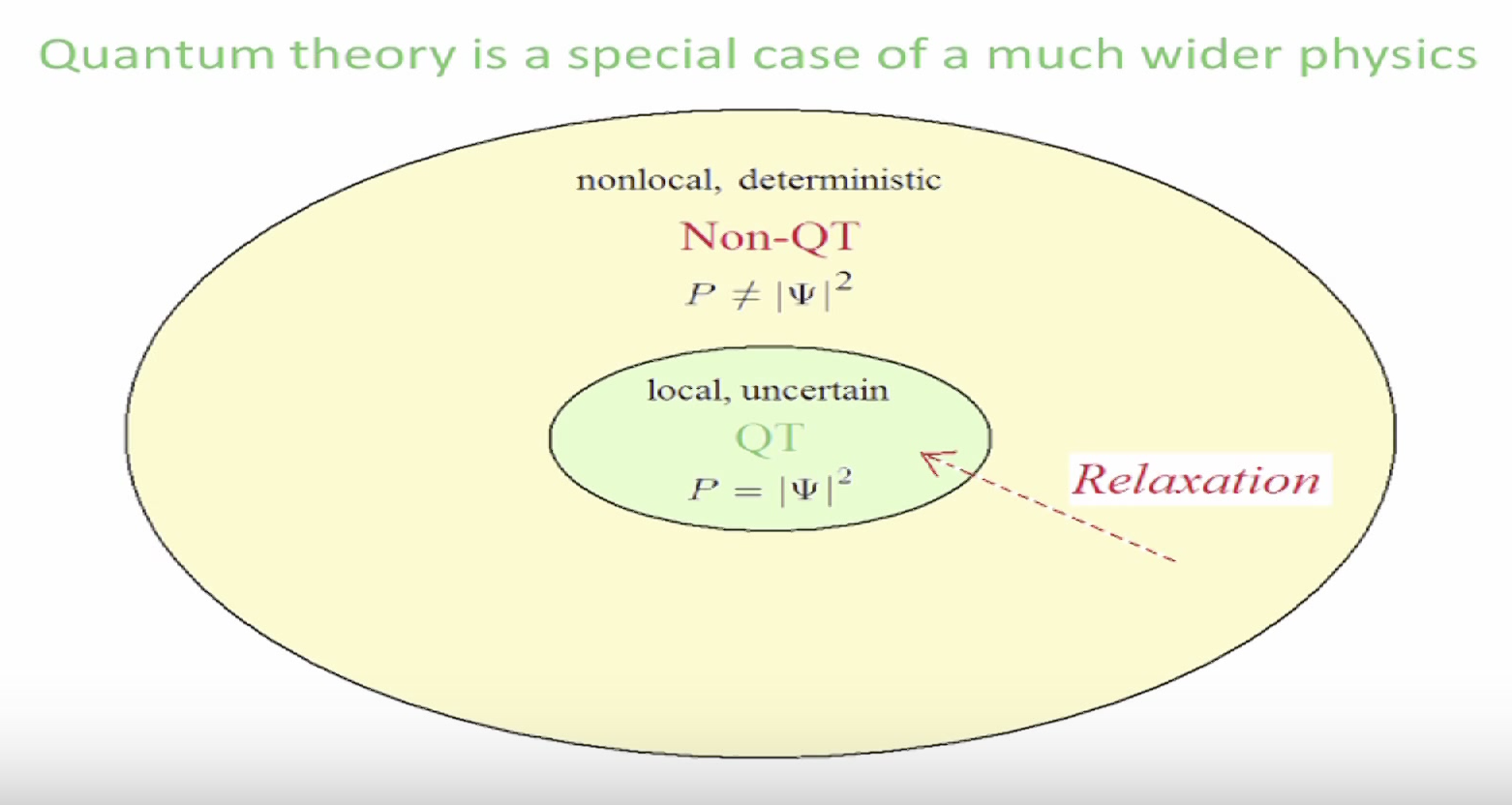
La teoria quàntica és un cas especial d'una física més àmplia.

En física teòrica, la no localitat quàntica es refereix al fenomen pel qual les estadístiques de mesura d'un sistema quàntic multipartit no admeten una interpretació en termes d'una teoria realista local. La no localitat quàntica s'ha verificat experimentalment sota diferents supòsits físics. Qualsevol teoria física que tingui com a objectiu substituir o substituir la teoria quàntica hauria de tenir en compte aquests experiments i, per tant, no pot complir el realisme local; La no-localitat quàntica és una propietat de l'univers que és independent de la nostra descripció de la natura.
La no localitat quàntica no permet una comunicació més ràpida que la llum, i, per tant, és compatible amb la relativitat especial i el seu límit de velocitat universal dels objectes. Així, la teoria quàntica és local en el sentit estricte definit per la relativitat especial i, com a tal, el terme "no localitat quàntica" de vegades es considera un nom equivocat. Tot i així, provoca moltes de les discussions fonamentals sobre la teoria quàntica.

## Història

### Einstein, Podolsky i Rosen
El 1935, Einstein, Podolsky i Rosen van publicar un experiment mental amb el qual esperaven exposar la incompletitud de la interpretació de Copenhaguen de la mecànica quàntica en relació amb la violació de la causalitat local a l'escala microscòpica que descrivia. Després, Einstein va presentar una variant d'aquestes idees en una carta a Erwin Schrödinger, que és la versió que aquí es presenta. L'estat i la notació que s'utilitzen aquí són més moderns i semblants a la visió de David Bohm sobre EPR. L'estat quàntic de les dues partícules abans de la mesura es pot escriure com{\displaystyle \left|\psi _{AB}\right\rangle ={\frac {1}{\sqrt {2}}}\left(\left|0\right\rangle _{A}\left|1\right\rangle _{B}-\left|1\right\rangle _{A}\left|0\right\rangle _{B}\right)={\frac {1}{\sqrt {2}}}\left(\left|+\right\rangle _{A}\left|-\right\rangle _{B}-\left|-\right\rangle _{A}\left|+\right\rangle _{B}\right)}on {\textstyle \left|\pm \right\rangle ={\frac {1}{\sqrt {2}}}\left(\left|0\right\rangle \pm \left|1\right\rangle \right)}.
Aquí, els subíndexs "A" i "B" distingeixen les dues partícules, tot i que és més convenient i habitual referir-se a aquestes partícules com a possessió de dos experimentadors anomenats Alice i Bob. Les regles de la teoria quàntica donen prediccions dels resultats de les mesures realitzades pels experimentals. L'Alice, per exemple, mesurarà la seva partícula com a spin-up en una mitjana del cinquanta per cent de les mesures. Tanmateix, segons la interpretació de Copenhaguen, la mesura d'Alice fa que l'estat de les dues partícules col·lapse, de manera que si Alice realitza una mesura de gir en la direcció z, és a dir respecte a la base. {\displaystyle \{\left|0\right\rangle _{A},\left|1\right\rangle _{A}\}}, llavors el sistema de Bob es deixarà en un dels estats {\displaystyle \{\left|0\right\rangle _{B},\left|1\right\rangle _{B}\}} . De la mateixa manera, si l'Alice realitza una mesura de gir en la direcció x, és a dir, respecte a la base {\displaystyle \{\left|+\right\rangle _{A},\left|-\right\rangle _{A}\}}, llavors el sistema de Bob es deixarà en un dels estats {\displaystyle \{\left|+\right\rangle _{B},\left|-\right\rangle _{B}\}}. Schrödinger es va referir a aquest fenomen com a " direcció ". Aquesta direcció es produeix de tal manera que no es pot enviar cap senyal mitjançant la realització d'aquesta actualització d'estat; la no localitat quàntica no es pot utilitzar per enviar missatges instantàniament i, per tant, no està en conflicte directe amb les preocupacions de causalitat en la relativitat especial.

## Desigualtat de Bell
L'any 1964 John Bell va respondre a la pregunta d'Einstein mostrant que aquestes variables ocultes locals no poden reproduir mai la gamma completa de resultats estadístics predits per la teoria quàntica. Bell va demostrar que una hipòtesi de variable local oculta condueix a restriccions sobre la força de les correlacions dels resultats de la mesura. Si les desigualtats de Bell es violen experimentalment tal com prediu la mecànica quàntica, aleshores la realitat no es pot descriure per variables ocultes locals i el misteri de la causalitat quàntica no local roman.